# エイドリアンヌ・パリッキ
エイドリアンヌ・パリッキ（Adrianne Palicki, 1983年5月6日 - ）は、アメリカ合衆国の女優である。映画『レギオン』、『レッド・ドーン』、『G.I.ジョー バック2リベンジ』、テレビシリーズ『Friday Night Lights』への出演で知られている。

## 生い立ち
オハイオ州トレドで生まれる。兄のエリックはコミックライターであり、その影響で彼女はコミックに興味を持った。父親はポーランドとハンガリー人、母親はイングランドとドイツ人の家系である。

## キャリア
パリッキは2006年にThe WBのパイロット番組『Aquaman』で悪役のナディアを演じた。このパイロットは撮影中にThe WBとUPNが合併してCWとなったためにシリーズ化が実現しなかった。また『ヤング・スーパーマン』の第3シーズン最終回でカラ/リンゼイ・ハリソンを演じた。さらにNBCの『Friday Night Lights』の最初の3シーズンではタイラ・コレットを演じた。2011年初頭にシリーズの最後の2話で復帰した。
この他にテレビシリーズ『スーパーナチュラル』では第1話で悪魔に殺されるサム・ウィンチェスターの恋人のジェシカ・ムーアを演じた。彼女は第2シーズン、第5シーズンでも同キャラクター役で再出演している。この他に映画『レギオン』やウィル・アイ・アムのミュージック・ビデオ「We Are the Ones"」にも出演した。
2012年には1984年の『若き勇者たち』をリメイクした『レッド・ドーン』を出演した。2010年にはフォックスの『Lone Star』に出演したが、同番組は2話で打ち切られた。2011年にはデビッド・E・ケリーがNBCで製作したパイロット番組『Wonder Woman』でワンダーウーマンを演じたが、シリーズ化には至らなかった。
2013年には映画『G.I.ジョー バック2リベンジ』でレディ・ジェイを演じた。
2014年にはシットコム『About a Boy』に出演した。また『エージェント・オブ・シールド』にはバーバラ・"ボビー"・モース / モッキンバード役での出演が決定している。

## フィルモグラフィ

### 映画
| 年   | 日本語題 原題                                                                     | 役名                                   | 備考       |
| ---- | --------------------------------------------------------------------------------- | -------------------------------------- | ---------- |
| 2003 | Getting Rachel Back                                                               | レイチェル                             | 短編映画   |
| 2003 | Rewrite                                                                           | The Pretty Girl                        | 短編映画   |
| 2004 | The Robinsons: Lost in Space                                                      | ジュディ・ロビンソン                   | テレビ映画 |
| 2005 | Popstar                                                                           | Whitney Addison                        |            |
| 2006 | レジェンド・オブ・ドゥーム Seven Mummies                                          | Isabelle                               |            |
| 2009 | EROTICS 美しい女たち Women in Trouble                                             | ホリー・ロケット                       |            |
| 2010 | レギオン Legion                                                                   | チャーリー                             |            |
| 2010 | スーパーポルノスター エレクトラ あなたのお悩み解決します! Elektra Luxx            | Holly Rocket                           |            |
| 2010 | ロボットチキン/スター・ウォーズ エピソード 3 Robot Chicken: Star Wars Episode III | パドメ・アミダラ / ジェシカ / 女性の声 | テレビ映画 |
| 2011 | Waves                                                                             | Girlfriend                             | 短編映画   |
| 2012 | レッド・ドーン Red Dawn                                                           | トニ・ウォルシュ                       |            |
| 2013 | G.I.ジョー バック2リベンジ G.I. Joe: Retaliation                                  | レディ・ジェイ                         |            |
| 2013 | Coffee Town                                                                       | Becca                                  |            |
| 2014 | Dr. Cabbie                                                                        |                                        |            |
| 2014 | ジョン・ウィック John Wick                                                        | ミズ・パーキンズ                       |            |
| 2015 | 恋はしないより、したほうがマシ Baby, Baby, Baby                                   | サニー                                 |            |
| 2017 | S.W.A.T. アンダーシージ S.W.A.T.:UNDER SIEGE                                      | ドワイヤー                             |            |

### テレビシリーズ
| 年        | 日本語題 原題                                       | 役名                                        | 備考                                          |
| --------- | --------------------------------------------------- | ------------------------------------------- | --------------------------------------------- |
| 2004      | ヤング・スーパーマン Smallville                     | カラ / リンゼイ・ハリソン                   | 第3シーズン第22話「別れの誓約」               |
| 2004      | 5つ子はティーンエイジャー Quintuplets               | Jessica Geiger                              | 第1シーズン第10話「Love, Lies and Lullabies」 |
| 2004      | CSI:科学捜査班 CSI: Crime Scene Investigation       | ミランダ                                    | 第5シーズン第7話「狼少女」                    |
| 2005      | North Shore                                         | Lisa Ruddnick                               | 計2話出演                                     |
| 2005-2009 | スーパーナチュラル Supernatural                     | ジェシカ・ムーア                            | 計4話出演                                     |
| 2006      | Aquaman                                             | ナディア                                    | シリーズ化されなかったパイロット版            |
| 2006      | South Beach                                         | Brianna                                     | 計7話出演                                     |
| 2006-2011 | Friday Night Lights                                 | タイラ・コレット                            | 計52話出演                                    |
| 2007-2016 | ロボットチキン Robot Chicken                        | 多数のキャラクターの声                      | 計7話出演                                     |
| 2009      | CSI:マイアミ CSI: Miami                             | マリサ・ディクソン                          | 第7シーズン第22話「花嫁は誰だ」               |
| 2009      | Titan Maximum                                       | クレアの声                                  | 計4話出演                                     |
| 2010      | ファミリー・ガイ Family Guy                         | 声                                          | 第8シーズン第10話「Big Man on Hippocampus」   |
| 2010      | Lone Star                                           | Cat Thatcher                                | 計5話出演（放送されたのは計2話）              |
| 2011      | クリミナル・マインド FBI行動分析課 Criminal Minds   | シドニー・マニング                          | 第6シーズン第13話「殺人カップル」             |
| 2011      | Wonder Woman                                        | ワンダーウーマン / ダイアナ・プリンス       | シリーズ化されなかったパイロット版（未放送）  |
| 2014      | From Dusk till Dawn: The Series                     | ヴァネッサ・スタイルズ                      | 計2話出演                                     |
| 2014      | About a Boy                                         | サム博士                                    | 計10話出演                                    |
| 2014      | Drunk History                                       | ケイト・ウォーン                            | 第2シーズン第4話「Baltimore」                 |
| 2014-2016 | エージェント・オブ・シールド Agents of S.H.I.E.L.D. | バーバラ・"ボビー"・モース / モッキンバード | 計31話出演                                    |
| 2017-     | 宇宙探査艦オーヴィル The Orville                    | ケリー・グレイソン                          |                                               |